# Correio Popular
O Correio Popular é um jornal brasileiro que circula em Campinas e região, fundado em 4 de setembro de 1927 por Álvaro Ribeiro.

## História
Foi pioneiro no jornalismo regional. 
Foi reformulado em 1993 por Sylvino de Godoy, também recebendo impulso empresarial e jornalístico.
Em 2007 foi divulgado que o jornal operava com um parque gráfico de 4.500 metros na Vila Industrial, trabalhando com três impressoras rotativas off-set.
Parte do histórico do jornal está registrado no Centro de Documentação (Cedoc).

## Publicações
O Correio Popular originou à Rede Anhanguera de Notícias (RAC), que, além do jornal campineiro, também publica os jornais "Gazeta do Cambuí", “Gazeta de Piracicaba” e “Gazeta de Ribeirão”. A RAC também edita a Revista Metrópole, de circulação semanal aos domingos, juntamente com a edição do mesmo dia do Correio.
Outras publicações conhecidas, embora encerradas atualmente, foram também da RAC, como os jornais diários “Notícia Já” e o “Diário do Povo”, que funcionou por um século até fins de 2012.
Além das periódicos, integram o Grupo RAC outros empreendimentos, como o antigo portal "Cosmo Online" (antes conhecido como CorreioNet, que inicialmente também foi um provedor de internet), a agência de notícias "Agência Anhanguera de Notícias" (AAN), entre outros. .
Publicações especiais do Correio Popular
- Motor: Publicação especial sobre automóveis e motos,  em formato tabloide. Publicada toda quinta, sexta e segunda-feira.
- Metrópole: Revista publicada todo domingo, reportagens e informações sobre as principais atrações das cidades da região.
- Turismo: Caderno em formato standard, mostrando as principais rotas turísticas do Brasil e do mundo. Publicação nos domingos.
- Correio Criança: Publicação em formato tabloide, especial para o público infantil. Tiragem aos sábados.

## Prêmios
- Prêmio Esso de Jornalismo (desde 2014, "Prêmio ExxonMobil de Jornalismo").
  - Em 1997, na categoria "Melhor Contribuição à Imprensa", concedido a Roberto Godoy por seu papel na reforma editorial no Correio Popular.[3]
  - Em 2006, na categoria "Esso Especial Interior", concedido Fábio Gallacci, pela reportagem "Sanguessugas"[4]